# Грозино (Тверская область)
Грозино — деревня в Кимрском районе Тверской области. Входит в состав Приволжского сельского поселения.

## География
Находится в юго-восточной части Тверской области на расстоянии приблизительно 15 км на северо-восток по прямой от районного центра города Кимры на правом берегу реки Хотча.

## История
Известна с 1628 года как пустошь. С 1678 известна как деревня Ф.А.Костомарова, 3 двора. В 1851 году 23 двора. В 1859 году здесь (деревня Калязинского уезда Тверской губернии) было учтено 35 дворов.

## Население
Численность населения: 15 человек (1678 год), 192 (1851), 231 (1859), 2 (русские 100 %) в 2002 году, 1 в 2010.